# رافاييل ألونسو
رافاييل ألونسو (بالإسبانية: Rafael Alonso)‏ هو ممثل إسباني، ولد في 5 يوليو 1920 بمدريد في إسبانيا، وتوفي بنفس المكان في 24 أكتوبر 1998.

## وصلات خارجية
- رافاييل ألونسو على موقع IMDb (الإنجليزية)
- رافاييل ألونسو على موقع ألو سيني (الفرنسية)
- رافاييل ألونسو على موقع أول موفي (الإنجليزية)
- رافاييل ألونسو على موقع قاعدة بيانات الأفلام السويدية (السويدية)
- رافاييل ألونسو على موقع قاعدة بيانات الفيلم (الإنجليزية)
- رافاييل ألونسو على موقع كينوبويسك (الروسية)